# ASP.NET
ASP.NET은 마이크로소프트사가 개발하여 판매하는 오픈 소스 웹 애플리케이션 프레임워크이며 프로그래머들이 동적인 웹 사이트, 웹 애플리케이션, 웹 서비스를 만들 수 있게 도와준다. 2002년 1월에 닷넷 프레임워크 버전 1.0과 함께 처음 출시되었으며 마이크로소프트의 액티브 서버 페이지(ASP) 기술의 뒤를 잇는다. ASP.NET은 공통 언어 런타임(CLR)을 기반으로 작성되며 프로그래머들이 닷넷 언어가 사용된 ASP.NET 코드를 기록할 수 있게 도와 준다. ASP.NET SOAP 확장 프레임워크는 ASP.NET 구성 요소가 SOAP 메시지를 처리할 수 있게 도와준다.

## 개발 도구
| 제품                               | 개발자                  | 라이선스               |
| ---------------------------------- | ----------------------- | ---------------------- |
| ASP.NET Intellisense Generator     | BlueVision LLC          | 자유                   |
| 마이크로소프트 비주얼 스튜디오     | 마이크로소프트          | 자유 및 상용           |
| 코드기어 델파이                    | 엠바카데로 테크놀로지스 | 상용                   |
| 매크로미디어 홈사이트              | 어도비 시스템즈         | 상용                   |
| 마이크로소프트 익스프레션 웹       | 마이크로소프트          | 상용                   |
| 마이크로소프트 셰어포인트 디자이너 | 마이크로소프트          | 자유                   |
| 모노디벨로프                       | 노벨 및 모노 커뮤니티   | 자유 오픈 소스         |
| 샤프디벨로프                       | ICSharpCode 팀          | 자유 오픈 소스         |
| Eiffel for ASP.NET                 | 에이펠 소프트웨어       | 자유 오픈 소스 및 상용 |
| 어도비 드림위버                    | 어도비 시스템즈         | 상용                   |

## 프레임워크
- 베이스 원 파운데이션 컴퍼넌트 라이브러리 (BFC)
- 닷넷누크
- 캐슬 모노레일
- 스프링 닷넷
- 스캐폴드 닷넷